# Peter Mangs
Johan Peter Mangs (nacido el 4 de marzo de 1972), a veces apodado el Laser Man II (sueco: Lasermannen II) es un asesino en serie sueco y un terrorista lobo solitario. Fue responsable de al menos tres asesinatos por motivos raciales entre 2003 y 2010, y de doce intentos de asesinato, en una serie de tiroteos en la ciudad de Malmö. En 2012, Mangs fue declarado culpable de dos cargos de homicidio y cuatro cargos de intento de homicidios, y se recibió una sentencia de cadena perpetua.

## Primeros años de vida
Peter Mangs nació en 1972 y creció en la zona de Lindängen de Malmö. Fue criado por una madre soltera. Mangs también tenía antecedentes de inmigrantes, ya que su padre nació en Närpes, Región de Ostrobotnia, Finlandia. Sus padres se divorciaron tempranamente. Peter Mangs creció con su madre y una hermana siete años mayor, la cual comenzó a consumir drogas a temprana edad muriendo a los 24 años.
Peter Mangs tenía un gran interés por la música y después de la Hermodsdalsskolan en Malmö continuó en el departamento de música del Heleneholmsgymnasiet. Durante la escuela secundaria, comenzó a construir bajos eléctricos y a tocar en bandas. Después de la secundaria, Mangs continuó en la escuela secundaria popular Fridhems orientada al jazz en Svalöv. Luego tomó un curso de carpintería en Vingaskolan para convertirse en un mejor constructor de bases. Hizo apariciones especiales en varias bandas, pero nunca se quedó mucho tiempo. De 1996 a 1999 permaneció con su padre en Florida para probar suerte en la música. En Estados Unidos, grabó y lanzó su propio EP, "Earthshaker". Regresó a Suecia y comenzó el programa de enfermería en el otoño de 2002, pero lo abandonó en la primavera. Se unió a un club de tiro. Poco antes de Navidad de 2002, recibió una licencia de armas de fuego, adquiriendo una pistola de competición y una Glock 19. También comenzó a entrenarse en artes marciales y en 2004 fue empleado como asistente dental.
Los Mangs profesaban sentirse alienados y frustrados con la sociedad. Sus abogados argumentaron que tenía síndrome de Asperger. Mangs sospechaba que padecía el trastorno al menos desde 2005, cuando se unió a una asociación para personas con síndrome de Asperger y recibió el diagnóstico formal en mayo de 2009. Obtuvo una puntuación muy alta de 19 en el programa de Observación Diagnóstica del Autismo (ADOS).
Mangs estaba familiarizado con la literatura de supremacía blanca y había leído sobre materiales tácticos para lobos solitarios. Había leído las novelas supremacistas de William Luther Pierce, "Los diarios de Turner" y "Hunter". Estaba obsesionado con el asesino en serie racista Joseph Paul Franklin, a quien "Hunter" dedica una gran devoción. El libro le presentó a Franklin.

## Asesinatos e intentos de asesinato

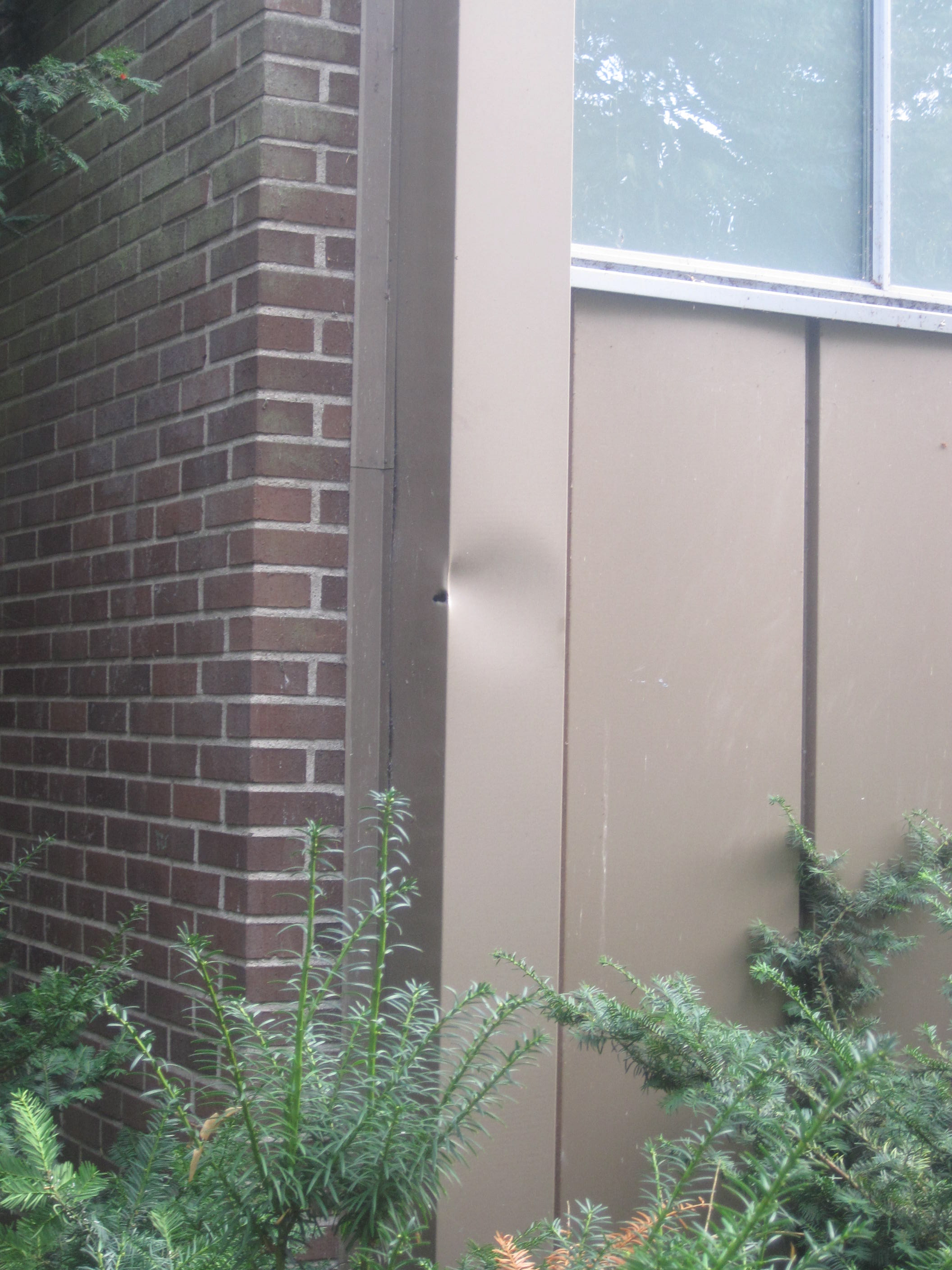
Agujeros de bala en la fachada del gimnasio Malmö Borgarskola; Según información de la policía en 2013, una obra de Peter Mangs.

Mangs cometió los asesinatos con el objetivo de desatar una guerra racial, atacando a personas de categorías selectas que, según él, representaban a tipos de personas que no deberían vivir en Malmö: "traidores raciales", musulmanes, romaníes y suecos de ascendencia africana. En junio y julio de 2003, a los 31 años, mató a dos hombres: Kooros Effatian, de 65 años, y Firas al-Shariah, de 23; los seleccionó como víctimas porque sus nombres indicaban ascendencia no blanca. Posteriormente, continuó con sus intentos de asesinato durante varios años.
Los tiroteos de Malmo fueron una serie de tiroteos ocurridos en el centro de Malmö a finales de 2009 y 2010 que recibieron considerable atención en los medios de comunicación suecos. Algunos de ellos fueron vinculados posteriormente a Mangs. En otoño de 2009, comenzó a disparar a la gente en ataques agrupados. Estos se llevaron a cabo con una pistola semiautomática 9 mm Glock 19.
El 9 de octubre de 2009, disparó y mató a Trez West Persson, una ciudadana sueca que estaba sentada en un Renault blanco en Västra Skrävlinge Kyrkoväg, cerca de una mezquita en Malmö, con un hombre de etnia albanesa. Aunque los medios especularon que había muerto accidentalmente y que su pareja era el objetivo, el ataque fue intencionado, pues Mangs pretendía imitar a Franklin y matar a una mujer a la que consideraba una traidora racial. Este asesinato se relacionó con los demás tiroteos mediante pruebas forenses, que demostraron que el arma utilizada era la misma que se empleó en varios de los otros ataques. Los ataques pronto sembraron el miedo entre la importante población inmigrante de Malmö. "Mucha gente está asustada en estos momentos", declaró Tahmoures Yassami, líder de la Asociación Iraní-Sueca en Malmö, "sobre todo las familias con niños".
La policía inicialmente creyó que muchos de los tiroteos de 2010 fueron cometidos por el crimen organizado. Sin embargo, para varios de los actos no se pudo establecer ningún motivo, pero el mismo tipo de arma podría estar vinculado a algunos de los tiroteos, y habían tenido lugar dentro de un área limitada en Malmo. Un denominador común fue que varias de las víctimas tenían antecedentes inmigratorios y según el profesor de criminología Jerzy Sarnecki, varios de los tiroteos parecían ser crímenes de odio. Los fiscales en el juicio contra Peter Mangs también alegaron que existían motivos racistas para el acto, pero ni el tribunal de distrito ni el tribunal de apelación consideraron que dichos motivos pudieran establecerse con certeza, pero afirmaron en la sentencia que "no se puede ignorar la posibilidad de que en algunos casos circunstancias distintas al origen nacional o étnico del demandante hayan sido decisivas". Según fuentes familiarizadas con la investigación, se cree que la muerte de su hermana relacionada con las drogas fue el "desencadenante" de Mangs y que en algunos casos se dice que disparó para dañar a los delincuentes.
La policía local advirtió contra el pánico, señalando que el riesgo de que cualquier persona recibiera un disparo era muy bajo. Al mismo tiempo, advirtió a las personas de minorías étnicas que evitaran zonas aisladas al anochecer, momento en que se estaban produciendo los ataques.

## Investigación
El tirador fue comparado con personajes como John Ausonius, apodado el "Hombre Láser" (Lasermannen), quien cometió crímenes similares entre 1991 y 1992, atacando a once hombres de origen inmigrante en la zona de Estocolmo y Upsala, matando a uno.
El 6 de noviembre de 2010, la policía sueca anunció la detención de un hombre sospechoso de ser el tirador. Según la policía de Malmö, estaba bajo sospecha de un asesinato y siete intentos de asesinato. El hombre arrestado fue un sueco de 38 años, Peter Mangs. Expresó fuertes sentimientos antiinmigrantes y admiración por John Ausonius. En mayo de 2015, Mangs afirmó a través de una biografía que escribió que había planeado matar a Zlatan Ibrahimović, cuando este había estacionado mal su Ferrari en la vía pública. Cuando regresó para matarlo, ya no estaba.

## Procedimientos judiciales
En 2012,Mangs fue declarado culpable de dos cargos de asesinato y cuatro de intento de asesinato, y condenado a cadena perpetua. El Tribunal de Apelación de Scania y Blekinge denegó el intento de Mangs de revocar su sentencia, condenándolo por otros tres intentos de asesinato, el 25 de abril de 2013. En junio del mismo año, el Tribunal Supremo de Suecia denegó una nueva solicitud de apelación.